# Agricultura irrigada monzónica
La agricultura irrigada monzónica se vincula a las grandes precipitaciones producidas por los vientos monzones. Se localiza en el este de China, el sudeste asiático y la costa este de la India. 
Las lluvias causadas por los monzones provocan que grandes zonas queden inundadas y se conviertan en terrenos de cultivo, idóneos para el arroz, una planta de la que se obtienen dos cosechas, una en verano y otra en invierno, y que tiene un extraordinario rendimiento por superficie cultivada, lo que permite alimentar a un gran volumen de población. Por ello, el arrozal es el paisaje agrario característico del Asia monzónica. 
El Asia monzónica tiene una densidad de población muy elevada, lo que lleva a que se cultive la totalidad de la tierra disponible. Se llega incluso a aprovechar los desniveles del terreno, cultivando mediante bancales, para obtener el máximo rendimiento posible del terreno. El paisaje se parece a un tablero de ajedrez: está constituido por multitud de pequeñas parcelas cuadradas, separadas por diques y canales para el riego, que se utilizan también como senderos. En el caso en el que se realice abancalamiento las parcelas pasan a tener formas irregulares.

## Producción de la agricultura irrigada monzónica
Las parcelas son de propiedad individual y tienen dimensiones muy reducidas. Se cultivan a mano, por lo que se necesita un elevado número de trabajadores. Es por tanto, una agricultura tradicional intensiva. La tierra no descansa nunca. Este paisaje agrario responde al modelo de agricultura intensiva de baja productividad.
El cultivo del arroz inundado supone mucho trabajo. El calendario agrícola se organiza en función de las lluvias. 
La producción se orienta fundamentalmente a la alimentación de la población de la región, una de las más densamente pobladas del mundo. Con las variedades de arroz de crecimiento rápido, introducidas con la llamada " revolución verde ", se pueden alcanzar dos y hasta tres cosechas al año. La obtención de varias cosechas al año permite alimentar a un gran volumen de población. 

### El cultivo del arroz
1. Al comienzo de la estación húmeda el campesino prepara la tierra. Por otra parte, unas semanas antes ha sembrado arroz en un semillero.
2. Durante el monzón húmedo, las mujeres arrancan las plantas de arroz del plante y las trasplantan en el arrozal.
3. Una vez plantado el arroz, hay que mantener el nivel de agua. La inundación se realiza por gravedad.
4. Con la llegada del monzón seco, cuando el arroz está maduro, se recoge la cosecha. La siega se realiza de forma manual, con una hoz. Después, se trilla, con bueyes o búfalos.

## El área monzónica
A pesar de un favorable terro constituido por grandes llanuras hundidas, el área monzónica presenta la convivencia de países muy desarrollados que ejercitan un sector primario muy tecnificado y otros cuya agricultura es simplemente de subsistencia, la cual ocupa la mayor parte de la mano de obra del país. Asia es el mayor proveedor mundial de varios productos alimenticios. Provee el 90% del total mundial de arroz entre los países productores que son China, India, Indonesia, Bangladés y Japón, y permanentemente se desarrollan nuevas variedades que aumentan las cantidades cosechadas. Todos juntos forman también el 90% de la producción mundial de té en India, China, Japón, Sri Lanka e Indonesia; el 97% de caucho producido en Indonesia y Malasia; y el 60% de caña de azúcar donde se destacan India, China y Filipinas. En menor escala se cultiva, tabaco, tung y trigo.

## Glosario
```
Bancales
: talud paralelo a las curvas de nivel, que interrumpe las pendientes cultivadas y las divide en rellanos sucesivos para poder aprovechar mayor cantidad de agua, poder cultivar sobre pendientes y para proteger los terrenos de la erosión. 
```

```
Monzones
: vientos periódicos que soplan del continente hacia el océano, cuya dirección media cambia e incluso se invierte en las estaciones extremas (verano, invierno) 
```

```
Irrigación
: Aplicación artificial de agua al terreno para sustituir la precipitación que falla en los períodos de sequía, pero también para proteger plantas contra la helada.
```